# Kostel svatého Cyrila a Metoděje (Doloplazy)
Kostel svatého Cyrila a Metoděje v Doloplazích je římskokatolický chrám postavený v letech 1894 až 1896. Od roku 1899 je kostelem farním.

## Popis
Kostel je jednolodní stavba s pětibokým závěrem a pravoúhlou sakristií. Pod hranolovou věží se střechou ve tvaru jehlanu se nachází hlavní vstup do budovy. Okna jsou půlkruhově zaklenutá a obklopená štukovými šambránami. Na jižní straně je ve zdi kostela malá nika se sochou Panny Marie s dítětem.